# 작은 사랑의 기적
《작은 사랑의 기적》(영어: Better Off Dead, 이전 제목 영어: Better Off Dead...)은 미국에서 제작된 새비지 스티브 홀랜드 감독의 1985년 청춘 블랙 코미디 영화이다. 존 큐색 등이 출연하였고, 마이클 재피 등이 제작에 참여하였다.

## 출연
- 존 큐색
- 데이비드 오그던 스타이어스
- 다이앤 프랭클린
- 킴 다비
- 커티스 암스트롱
- 어맨다 위스
- 에런 도저
- 데미언 슬레이드
- 스쿠터 스티븐스
- 유지 오쿠모토
- 로라 워터베리
- 댄 슈나이더
- 척 미첼
- 빈센트 스키어벨리
- 테일러 네그론
- E. G. 데일리

## 기타 제작진
- 협력 제작: 윌리엄 스트롬
- 배역: 캐로 존스
- 미술: 허먼 F. 지머먼